# Atarba (Atarbodes) sikkimensis
Atarba (Atarbodes) sikkimensis is een tweevleugelige uit de familie steltmuggen (Limoniidae). De soort komt voor in het Oriëntaals gebied.